# 木の実幼稚園
木の実幼稚園 (このみようちえん) は、大阪府松原市にある、学校法人今川学園が設置する私立幼稚園。建物は大阪都市景観建築賞等を受賞した。

## 保育目標
「クラスみんなで取り組む活動」と「してみたい遊びを自分で選んで取り組む活動」の２つを基本としている。また、オーストラリア・シドニーに分園を持つ。

## 建築・環境

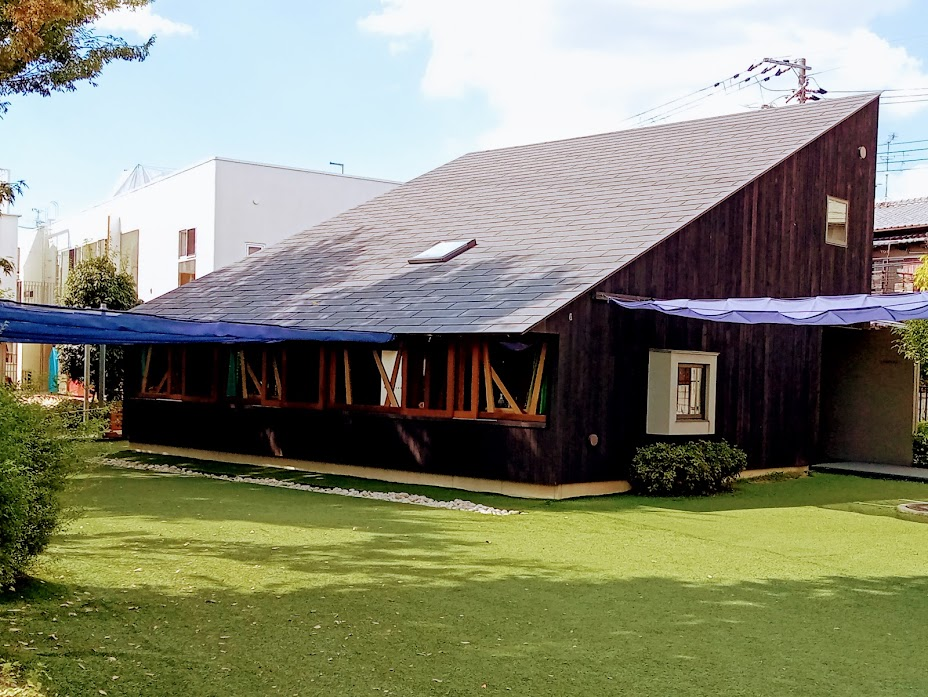
こどもアトリエ (2021年10月)

2012年10月、既存の白い鉄骨構造の園舎に隣接して木造の黒い「職員室 (せんせいのへや) 」と「こどもアトリエ」が建築された。設計は (有) モノスタ’70、施工は林建設。2階建だが南側の軒が極端に低く、子供の視界を開放している。また外観的には形もデザインも混在している拡散したまちなみを助長するが、結果的に多様な隙間、巧妙な街並みを形成した。それらが評価され、第9回こども環境学会デザイン賞、2014年度大阪都市景観建築賞奨励賞を受賞。園舎周辺にはサクラ、ケヤキ、メタセコイヤの並木が広がる。

## 施設情報
教育時間
- 月曜日から金曜日 (2グループ制)　
  - Aグループ - 9：10～13：40
  - Bグループ - 10：10～14：40

対象児童
- 満3歳児から5歳児
- 別途、「ナースリークラス」として2才児の課外授業を持つ